# 천키 팬디

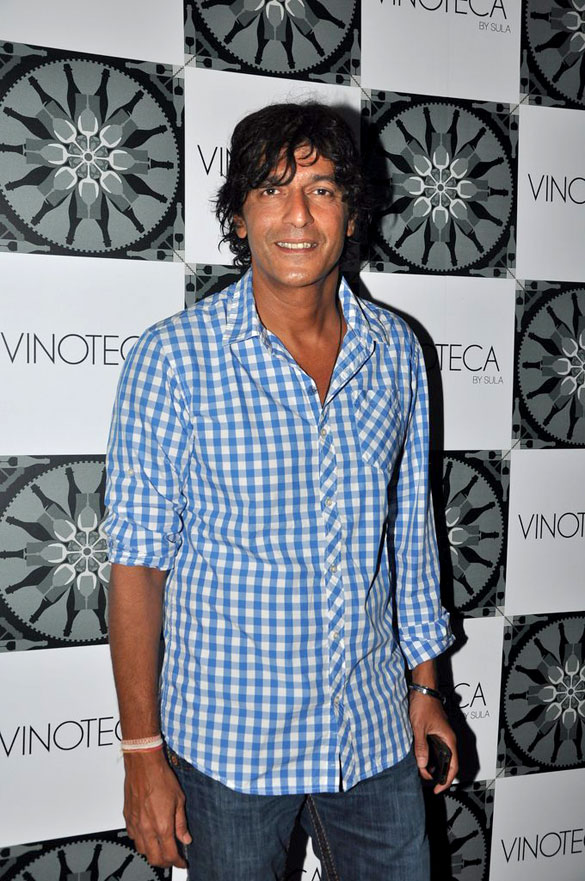

천키 팬디(Chunky Pandey, 1962년 9월 26일 ~ )는 인도의 배우, 모델이다.
뭄바이에서 태어났다.

## 영화
- 하우스풀 3 (2016년)
- 갱 오브 고스트 (2014년)
- 클릭 (2010년) - 마누 샤마 역
- Ek: 더 파워 오브 원 (2009년)
- 데 다나 단 (2009년)
- 옴 샨티 옴 (2007년) - 본인 역
- 돈 (2006년)